# Tomoaki Makino
Tomoaki Makino (槙野 智章?, Makino Tomoaki; Hiroshima, 11 maggio 1987) è un ex calciatore giapponese, di ruolo difensore.
Con la nazionale giapponese è stato vicecampione d'Asia nel 2019.

## Biografia
Ha due fratelli più grandi che erano anch’essi dei calciatori.
Da inizio 2018 è sposato con l’attrice televisiva e cinematografica Rin Takanashi. Ad un’intervista Makino ha detto che solitamente prima di ogni partita è lui il primo che si mette a pulire i bagni dello spogliatoio. Ciò in Giappone viene considerato un rito poiché i nipponici credono che lavando e riordinando il loro spogliatoio porti fortuna alla partita che dovranno disputare; e inoltre per loro è un gesto di rispetto nei confronti degli altri.
In patria viene soprannominato “Maki” o “Tonji”.

## Caratteristiche tecniche
Vero e proprio jolly difensivo capace di occupare tutte le posizioni del pacchetto arretrato da destra a sinistra, passando per il cuore nevralgico della retroguardia. Oltre ad essere implacabile dagli undici metri e ad avere la freddezza dell'attaccante sotto porta, Makino è capace di calciare rasoiate chirurgiche da oltre trenta metri, senza rinunciare alla potenza. Nella fase difensiva sa farsi valere nei contrasti ma il suo punto di forza è senz'altro l'anticipo perentorio. Inoltre è molto abile nel gioco aereo a tal punto che ha segnato contro il Brasile a novembre del 2017 grazie ad un colpo di testa su calcio d’angolo..

## Carriera

### Club

#### Inizi: Inokuchi Myōjin SC e Sanfrecce Hiroshima Junior Youth Team
Ha iniziato a dedicarsi al calcio all’età di 7 anni, nel 1994, anno in cui ha cominciato anche le scuole elementari. Il suo primo club giovanile è stato l’Inokuchi Myōjin SC. Qui Makino resta per sei anni. Il suo ruolo sul campo, inizialmente, era il centravanti.
Nel 2000 entra a far parte del settore giovanile della squadra della sua città natale, il Sanfrecce Hiroshima, sempre come prima punta affiancato da un altro futuro nazionale, ovvero Masato Morishige. Entrambi col passare degli anni hanno retrocesso la loro di posizione sul campo, ossia da centravanti sono diventati prima trequartisti, poi centrocampisti centrali, in seguito mediani e infine, nel 2002, difensori centrali. Con il club giovanile del Sanfrecce Hiroshima Makino ha avuto molti successi. Oltre a Morishige, nel club c’era anche il suo futuro compagno dell’Urawa Reds, Yōsuke Kashiwagi.

#### Sanfrecce Hiroshima
Nel 2006 Makino è stato promosso alla squadra senior di Hiroshima dove riesce a fare il suo debutto in J. League 1 in entrata durante la partita al 65’.
Nell’anno successivo è diventato, invece, un giocatore di fondamentale importanza tanto che è riuscito a conquistarsi il posto da titolare pur avendo solamente vent’anni. Nel 2007 ha realizzato la sua prima rete in un club professionistico sebbene in quell’anno siano stati retrocessi in J. League Division 2.

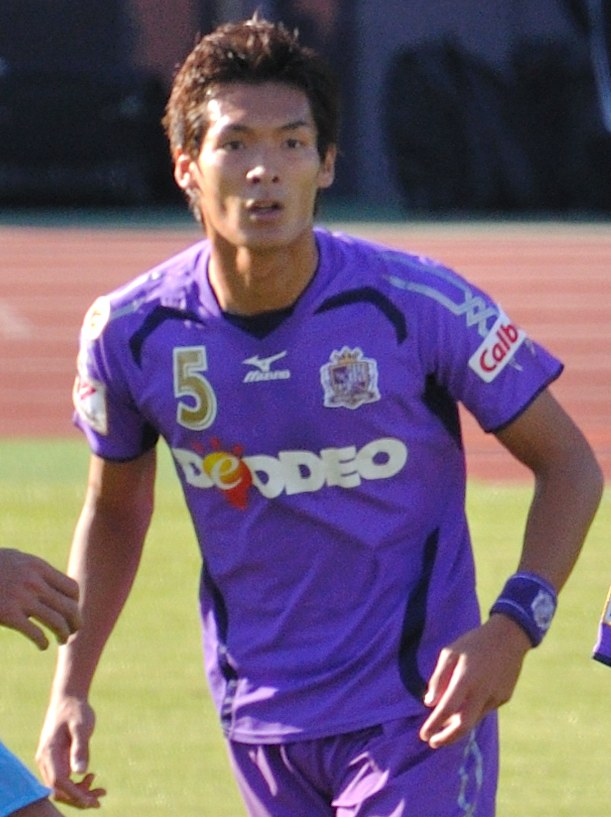
Tomoaki Makino nel 2010 con la maglia del Sanfrecce Hiroshima

Nel 2008 Makino ha preso la maglia numero 5 che era del terzino destro, Yūichi Komano, che ha abbandonato il Sanfrecce Hiroshima per continuare sempre a giocare nel massimo campionato nipponico. Sempre nel 2008, lui e i suoi compagni di squadra sono riusciti a vincere il campionato di seconda lega totalizzando in tutto 100 punti. In più, sempre nel 2008, hanno vinto anche la Supercoppa del Giappone.
Nel 2009, in J. League 1, Makino ha segnato 8 volte nonostante la sua posizione arretrata sul campo.
Nell’edizione del 2010 egli per la prima volta ha giocato tutte le partite del campionato giapponese vincendo un premio individuale: ovvero il J. League Fair Play Award, che è un premio che viene assegnato al giocatore meno irruente in campo: infatti nel 2010 Makino non ha ricevuto nessun cartellino giallo e rosso. Inoltre, sempre in quell’anno, è stato inserito nel J. League Best XI, ovvero nella formazione dell’anno della J. League 1.
Sempre nel 2010, Makino si è reso noto grazie a due schemi particolari fatti su calcio di rigore effettuati in due partite diverse: il primo è stato realizzato nella prima giornata di campionato contro lo Shimizu S-Pulse; l’arbitro della partita era Takuto Okabe. Egli ha fischiato un rigore al terzo minuto del primo tempo e quindi Makino ha piazzato il pallone sul dischetto e ha preso la rincorsa (oltre la linea dell’area di rigore), ma poi a sorpresa è partito l'attaccante Hisato Satō, che ha insaccato tra la sorpresa generale. Il gol è stato convalidato e la partita è poi finita per 1 a 1. Nonostante non abbiano rispettato il regolamento del calcio, i due calciatori del Sanfrecce Hiroshima non sono stati penalizzati, contrariamente dal direttore di gara della partita che ha subito due giornate di squalifica.

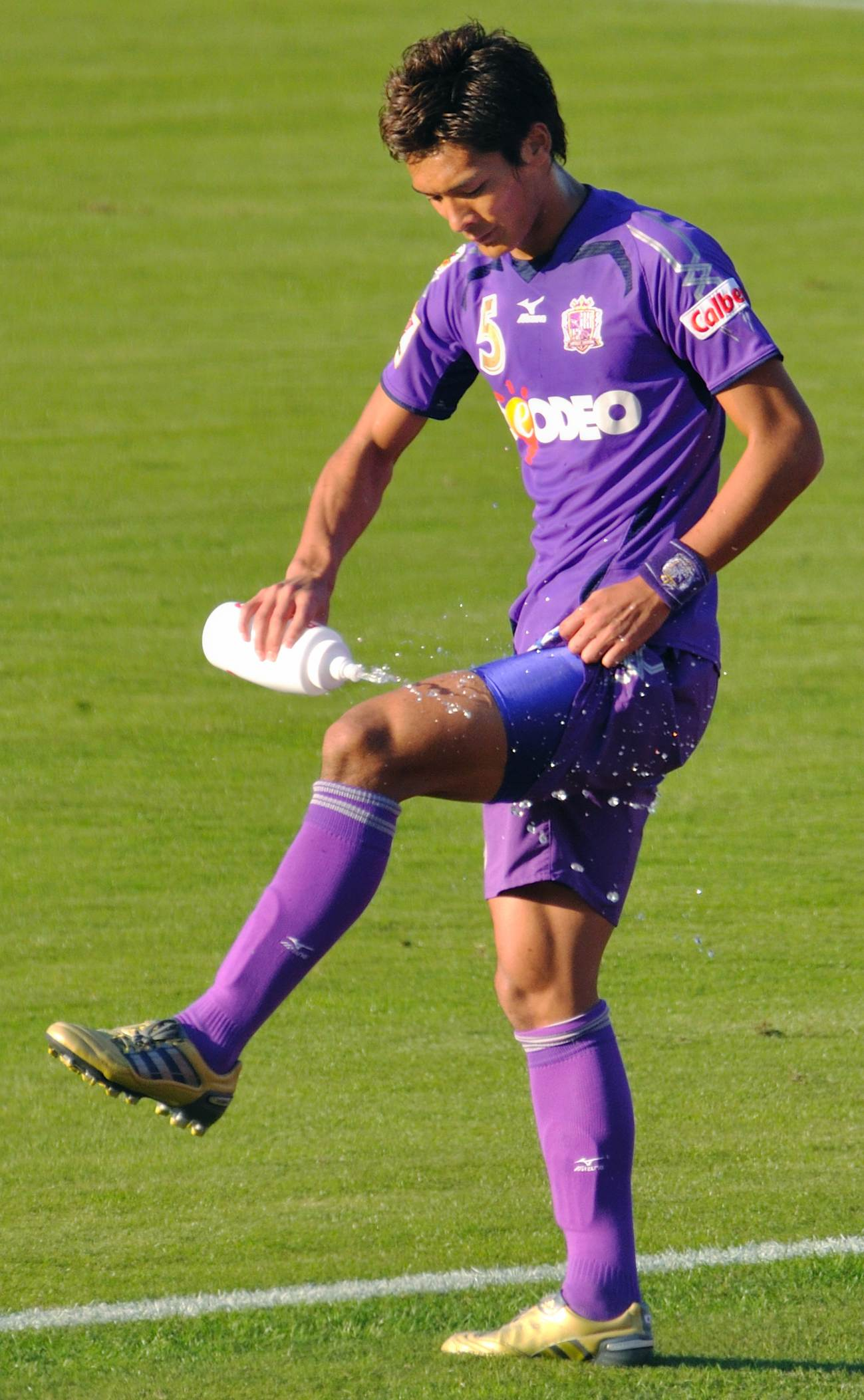
Tomoaki Makino sempre nel 2010 con la maglia del Sanfrecce Hiroshima

Il secondo rigore schematico, invece, è stato compiuto in Champions League asiatica, nella partita della fase a gironi contro il Pohang Steelers (4-3) il 27 aprile; infatti dal dischetto c’era sempre il suo compagno di squadra, Hisato Satō, che ha preferito servire Makino piuttosto che calciare a rete. Makino, partito regolarmente dietro la linea che delimita l'area di rigore, con un piattone destro ha battuto l'estremo difensore coreano..
Grazie alle sue prestazioni in campo, si è fatto notare molto anche in Europa e, come molti altri suoi compagni di nazionale giapponese (come Shinji Kagawa, Atsuto Uchida, Yūki Abe, Yūto Nagatomo, Eiji Kawashima, ...), a fine 2010 ha accettato un’offerta proveniente dal Vecchio continente, più precisamente dall’FC Colonia.

#### FC Colonia
Il 31 dicembre 2010, quando il suo contratto con la squadra di Hiroshima stava per giungere al termine, viene ingaggiato, per un accordo valevole fino a giugno 2013 dall’FC Colonia ad una cifra pari a 2 milioni di Euro.
Fa il suo debutto in nazionale il 29 gennaio 2011, nella partita di campionato di Bundesliga persa per 3 reti a 0 contro il St. Pauli: egli in quella gara aveva giocato tutta la partita. Con l’avanzare delle settimane, il difensore giapponese viene impiegato poco: infatti nella stagione 2010-11 del massimo campionato tedesco ha collezionato solo 5 presenze, mentre nell’edizione successiva dove ha visto la sua squadra di Colonia retrocedere in seconda divisione tedesca, ha giocato solamente 3 partite. Makino non ha trovato spazio neppure in 2. Bundesliga, dunque egli è stato degredato in prestito nella seconda squadra dell’FC Colonia: l’FC Colonia II militante in Regionalliga, la terza lega tedesca. Qui viene utilizzato solo in occasione della partita di campionato contro il Koblenz (2-2) giocata il 10 dicembre 2011. In questa partita ha ottenuto la sua prima ammonizione in terra tedesca.
A causa del suo scarso impiego in Germania, Makino ha deciso di ritornare di nuovo in Giappone trasferendosi in prestito agli Urawa Red Diamonds, squadra guidata dal suo ex ct, Mihailo Petrović, del Sanfrecce Hiroshima.

#### Urawa Red Diamonds
Negli Urawa Reds viene sin da subito schierato tra i titolari. Ha fatto il suo debutto contro la sua ex squadra, ovvero il Sanfrecce Hiroshima, il 10 marzo 2012 perdendo per 1 a 0. Ventuno giorni più tardi dal suo esordio con la sua nuova squadra contro il Kawasaki Frontale (partita di campionato terminata 1 a 1), ha ottenuto la sua prima ammonizione e la sua prima espulsione in assoluto nella sua carriera da professionista in seguito ad un doppio cartellino giallo lasciando gli Urawa Reds in 9 giocatori per 10 minuti poiché era stato espulso pure Yūki Abe al 74’.
A fine 2012 viene riscattato dal team giapponese per 200.000 Euro. Con il club di Saitama ha sempre superato le 30 presenze in J. League Division 1.
Nel 2016 si è laureato vincitore della Coppa J. League 2016, mentre un anno dopo, nel 2017 sono diventati campioni dell’AFC Champions League battendo il 25 novembre l’Al-Hilal solo nella gara di ritorno (in Giappone) per 1 rete a 0. Il mese successivo dunque hanno partecipato al Mondiale per club in Emirati Arabi Uniti uscendo già alla prima sfida contro la squadra di casa dell’Al-Jazira (1-0). Dopo tre giorni hanno vinto la sfida per il quinto posto contro il Wydad Casablanca (3-2). Nel 2018 e nel 2021 vince la Coppa dell'Imperatore, in particolare nel 2021 segna il gol del 2-1 al 93' contro l'Oita Trinita. Il 24 dicembre 2021 ufficializza il suo trasferimento al Vissel Kōbe.

### Nazionale

#### Giappone U-20
Ha partecipato alle finali del Campionato mondiale di calcio Under-20 2007, svoltosi in Canada arrivando primi nel gruppo F, avanti alla Nigeria, alla Costa Rica e alla Scozia: nella fase a gironi di quel torneo, Makino ha giocato solo le prime due partite. Agli ottavi di finale contro la Repubblica Ceca, Makino ha segnato il momentaneo 1-0 al 23’; la partita è terminata in parità (2-2) sia nei minuti regolamentari che nei supplementari e, nei calci di rigore sono stati gli europei ad essere i vincitori (3-4 d.c.r.) grazie agli errori di Yasuda e Morishima: nella serie dai tiri dal dischetto, Makino ha realizzato il secondo gol valido per i nipponici.

#### Nazionale maggiore
Ha ricevuto la sua prima chiamata in nazionale maggiore dal ct Takeshi Okada nel 2009 per le amichevoli contro il Cile e il Belgio però senza giocare neanche un minuto.
Ha fatto il suo esordio nella Sakkā Nippon Daihyō il 6 gennaio 2011, in una partita di qualificazione valida per l’AFC Asian Cup contro lo Yemen a Sana'a: in quella partita Makino ha giocato tutta la partita ricevendo anche un cartellino giallo all’81’.
È stato escluso tra i 23 convocati sia per i Mondiali del 2010 svolti in Sudafrica che per i Mondiali del 2014 giocati in Brasile.
Ha segnato il suo primo gol in nazionale maggiore il 24 febbraio 2012, in un’amichevole contro l’Islanda (3-1); nell'occasione il mister, Alberto Zaccheroni, voleva testare unicamente giocatori del campionato locale: infatti in quell’anno Makino giocava in prestito nel club giapponese di Saitama, nell’Urawa Red Diamonds.
Dopo essere stato convocato dai diversi ct avuti in precedenza in modo irregolare e solo per partite di poca importanza (come amichevoli, coppe dell'Asia orientali, qualificazioni, ecc.), a partire dalla fine del 2017, l’allenatore Vahid Halilhodžić ha deciso di confidargli il posto da titolare in difesa centrale, affiancato da Maya Yoshida. La mossa del ct bosniaco ha dato i suoi frutti, a tal punto che Makino ha realizzato due reti in amichevoli contro nazionali di sostanza come il Brasile (1-3) e l’Ucraina (1-2): in entrambe le occasioni, il difensore centrale nipponico ha segnato di testa.

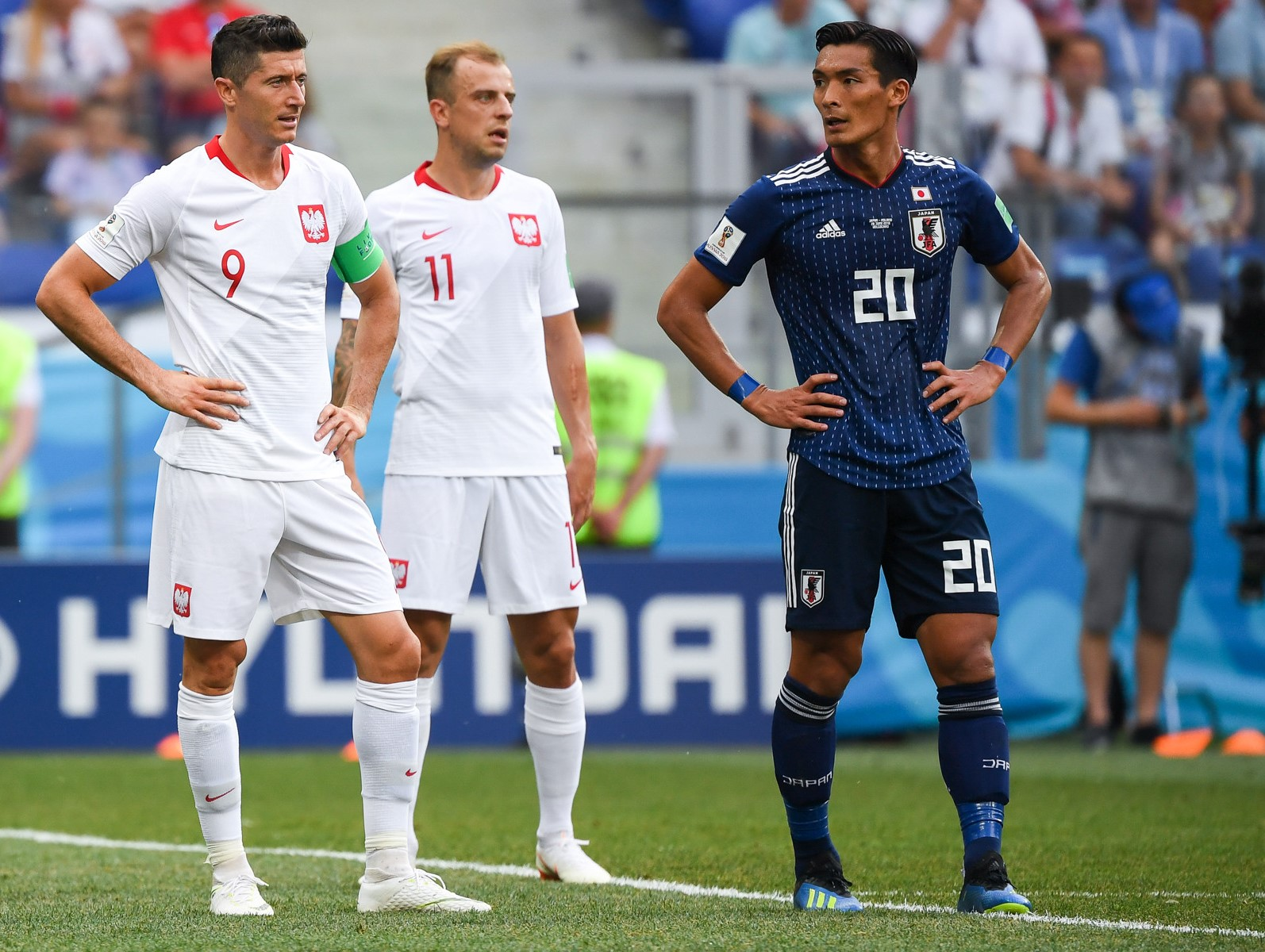
Makino (a destra), affiancato da Grosicki (al centro) e da Lewandowski (a sinistra), durante un’azione della Polonia, nei Mondiali 2018

Ad inizio giugno 2018, Makino è stato presente nella lista dei 23 convocati per Russia 2018. Sotto la guida del ct Akira Nishino che ha preferito mettere nei titolari per l’edizione Gen Shōji che a lui, il Giappone è riuscito ad arrivare fino agli ottavi per la sua terza volta nella storia perdendo in extremis contro il Belgio (2-3) dopo aver superato come seconda classificata il gruppo H grazie alla regola del fair play. Makino ha giocato solo l’ultima partita della fase a gironi persa per 1 a 0 contro la Polonia: durante la gara, più precisamente al 66’, Makino ha ricevuto il cartellino giallo.

## Statistiche

### Presenze e reti nei club
Statistiche aggiornate al 2 dicembre 2017.
| Stagione                   | Club                | Campionato | Campionato | Campionato | Coppa dell’Imperatore | Coppa dell’Imperatore | Coppa dell’Imperatore | Coppa J. League | Coppa J. League | Coppa J. League | AFC Champions League | AFC Champions League | AFC Champions League | Altre coppe | Altre coppe | Altre coppe | Totale | Totale |
| Stagione                   | Club                | Comp       | Pres       | Reti       | Comp                  | Pres                  | Reti                  | Comp            | Pres            | Reti            | Comp                 | Pres                 | Reti                 | Comp        | Pres        | Reti        | Pres   | Reti   |
| -------------------------- | ------------------- | ---------- | ---------- | ---------- | --------------------- | --------------------- | --------------------- | --------------- | --------------- | --------------- | -------------------- | -------------------- | -------------------- | ----------- | ----------- | ----------- | ------ | ------ |
| 2006                       | Sanfrecce Hiroshima | J1         | 1          | 0          | -                     | -                     | -                     | CJL             | 1               | 0               | -                    | -                    | -                    | -           | -           | -           | 2      | 0      |
| 2007                       | Sanfrecce Hiroshima | J1         | 18         | 1          | CI                    | 5                     | 0                     | CJL             | 4               | 0               | -                    | -                    | -                    | -           | 2           | 0           | 29     | 1      |
| 2008                       | Sanfrecce Hiroshima | J2         | 41         | 7          | CI                    | 4                     | 1                     | -               | -               | -               | -                    | -                    | -                    | -           | 1           | 0           | 46     | 8      |
| 2009                       | Sanfrecce Hiroshima | J1         | 33         | 8          | CI                    | 2                     | 0                     | CJL             | 2               | 0               | -                    | -                    | -                    | -           | -           | -           | 37     | 8      |
| 2010                       | Sanfrecce Hiroshima | J1         | 34         | 4          | CI                    | 1                     | 1                     | CJL             | 4               | 1               | AFC                  | 4                    | 1                    | -           | -           | -           | 43     | 7      |
| Totale Sanfrecce Hiroshima |                     |            | 127        | 20         |                       | 12                    | 2                     |                 | 11              | 1               |                      | 4                    | 1                    |             | 3           | 0           | 157    | 24     |
| 2010-11                    | FC Colonia          | BL1        | 5          | 0          | -                     | -                     | -                     | -               | -               | -               | -                    | -                    | -                    | -           | -           | -           | 5      | 0      |
| 2011-12                    | FC Colonia          | BL1        | 3          | 0          | -                     | -                     | -                     | -               | -               | -               | -                    | -                    | -                    | -           | -           | -           | 3      | 0      |
| Totale FC Colonia          |                     |            | 8          | 0          |                       |                       |                       |                 |                 |                 |                      |                      |                      |             |             |             | 8      | 0      |
| 2011-12                    | FC Colonia II       | REG        | 1          | 0          | -                     | -                     | -                     | -               | -               | -               | -                    | -                    | -                    | -           | -           | -           | 1      | 0      |
| Totale FC Colonia II       |                     |            | 1          | 0          |                       |                       |                       |                 |                 |                 |                      |                      |                      |             |             |             | 1      | 0      |
| 2012                       | Urawa Red Diamonds  | J1         | 33         | 6          | CI                    | 3                     | 0                     | CJL             | 4               | 0               | -                    | -                    | -                    | -           | -           | -           | 40     | 6      |
| 2013                       | Urawa Red Diamonds  | J1         | 34         | 6          | -                     | -                     | -                     | CJL             | 4               | 0               | -                    | -                    | -                    | -           | 6           | 0           | 44     | 6      |
| 2014                       | Urawa Red Diamonds  | J1         | 31         | 5          | -                     | -                     | -                     | CJL             | 7               | 2               | -                    | -                    | -                    | -           | -           | -           | 38     | 6      |
| 2015                       | Urawa Red Diamonds  | J1         | 34         | 3          | CI                    | 3                     | 0                     | -               | -               | -               | AFC                  | 5                    | 1                    | -           | 1           | 0           | 43     | 4      |
| 2016                       | Urawa Red Diamonds  | J1         | 31         | 3          | -                     | -                     | -                     | CJL             | 1               | 0               | AFC                  | 7                    | 0                    | -           | -           | -           | 39     | 3      |
| 2017                       | Urawa Red Diamonds  | J1         | 32         | 2          | CI                    | 1                     | 0                     | -               | -               | -               | AFC                  | 14                   | 1                    | -           | 3           | 0           | 50     | 3      |
| Totale Urawa Red Diamonds  |                     |            | 195        | 24         |                       | 7                     | 0                     |                 | 16              | 2               |                      | 26                   | 2                    |             | 10          | 0           | 254    | 28     |
| Totale carriera            |                     |            | 331        | 44         |                       | 19                    | 2                     |                 | 27              | 3               |                      | 30                   | 3                    |             | 13          | 0           | 419    | 52     |

### Cronologia presenze e reti in nazionale
| Cronologia completa delle presenze e delle reti in nazionale ― Giappone | Cronologia completa delle presenze e delle reti in nazionale ― Giappone | Cronologia completa delle presenze e delle reti in nazionale ― Giappone | Cronologia completa delle presenze e delle reti in nazionale ― Giappone | Cronologia completa delle presenze e delle reti in nazionale ― Giappone | Cronologia completa delle presenze e delle reti in nazionale ― Giappone | Cronologia completa delle presenze e delle reti in nazionale ― Giappone | Cronologia completa delle presenze e delle reti in nazionale ― Giappone |
| Data                                                                    | Città                                                                   | In casa                                                                 | Risultato                                                               | Ospiti                                                                  | Competizione                                                            | Reti                                                                    | Note                                                                    |
| ----------------------------------------------------------------------- | ----------------------------------------------------------------------- | ----------------------------------------------------------------------- | ----------------------------------------------------------------------- | ----------------------------------------------------------------------- | ----------------------------------------------------------------------- | ----------------------------------------------------------------------- | ----------------------------------------------------------------------- |
| 6-1-2010                                                                | Sana'a                                                                  | Yemen                                                                   | 2 – 3                                                                   | Giappone                                                                | Qual. Coppa d'Asia 2011                                                 | -                                                                       | 81’                                                                     |
| 7-4-2010                                                                | Osaka                                                                   | Giappone                                                                | 0 – 3                                                                   | Serbia                                                                  | Amichevole                                                              | -                                                                       | 82’                                                                     |
| 4-9-2010                                                                | Yokohama                                                                | Giappone                                                                | 1 – 0                                                                   | Paraguay                                                                | Amichevole                                                              | -                                                                       | 89’                                                                     |
| 7-9-2010                                                                | Osaka                                                                   | Giappone                                                                | 2 – 1                                                                   | Guatemala                                                               | Amichevole                                                              | -                                                                       |                                                                         |
| 7-6-2011                                                                | Yokohama                                                                | Giappone                                                                | 0 – 0                                                                   | Rep. Ceca                                                               | Amichevole                                                              | -                                                                       | 64’                                                                     |
| 10-8-2011                                                               | Sapporo                                                                 | Giappone                                                                | 3 – 0                                                                   | Corea del Sud                                                           | Amichevole                                                              | -                                                                       | 55’                                                                     |
| 6-9-2011                                                                | Tashkent                                                                | Uzbekistan                                                              | 1 – 1                                                                   | Giappone                                                                | Qual. Mondiali 2014                                                     | -                                                                       | 81’                                                                     |
| 7-10-2011                                                               | Kobe                                                                    | Giappone                                                                | 1 – 0                                                                   | Vietnam                                                                 | Amichevole                                                              | -                                                                       | 68’                                                                     |
| 24-2-2012                                                               | Osaka                                                                   | Giappone                                                                | 3 – 1                                                                   | Islanda                                                                 | Amichevole                                                              | 1                                                                       | 90’                                                                     |
| 23-5-2012                                                               | Fukuroi                                                                 | Giappone                                                                | 2 – 0                                                                   | Azerbaigian                                                             | Amichevole                                                              | -                                                                       | 87’                                                                     |
| 15-8-2012                                                               | Sapporo                                                                 | Giappone                                                                | 1 – 1                                                                   | Venezuela                                                               | Amichevole                                                              | -                                                                       | 87’                                                                     |
| 21-7-2013                                                               | Seul                                                                    | Giappone                                                                | 3 – 3                                                                   | Cina                                                                    | Coppa dell'Asia orientale 2013                                          | -                                                                       | 77’                                                                     |
| 28-7-2013                                                               | Seul                                                                    | Corea del Sud                                                           | 1 – 2                                                                   | Giappone                                                                | Coppa dell'Asia orientale 2013                                          | -                                                                       | 51’                                                                     |
| 10-9-2013                                                               | Yokohama                                                                | Giappone                                                                | 3 – 1                                                                   | Ghana                                                                   | Amichevole                                                              | -                                                                       | 90+1’                                                                   |
| 27-3-2015                                                               | Oita                                                                    | Giappone                                                                | 2 – 0                                                                   | Tunisia                                                                 | Amichevole                                                              | -                                                                       |                                                                         |
| 11-6-2015                                                               | Yokohama                                                                | Giappone                                                                | 4 – 0                                                                   | Iraq                                                                    | Amichevole                                                              | 1                                                                       |                                                                         |
| 16-6-2015                                                               | Saitama                                                                 | Giappone                                                                | 0 – 0                                                                   | Singapore                                                               | Qual. Mondiali 2018                                                     | -                                                                       |                                                                         |
| 2-8-2015                                                                | Wuhan                                                                   | Corea del Nord                                                          | 2 – 1                                                                   | Giappone                                                                | Coppa dell'Asia orientale 2015                                          | -                                                                       |                                                                         |
| 5-8-2015                                                                | Wuhan                                                                   | Giappone                                                                | 1 – 1                                                                   | Corea del Sud                                                           | Coppa dell'Asia orientale 2015                                          | -                                                                       | 88’                                                                     |
| 9-8-2015                                                                | Wuhan                                                                   | Cina                                                                    | 1 – 1                                                                   | Giappone                                                                | Coppa dell'Asia orientale 2015                                          | -                                                                       | 77’                                                                     |
| 08-10-2015                                                              | Mascate                                                                 | Siria                                                                   | 0 – 3                                                                   | Giappone                                                                | Qual. Mondiali 2018                                                     | -                                                                       |                                                                         |
| 17-11-2015                                                              | Phnom Penh                                                              | Cambogia                                                                | 0 – 2                                                                   | Giappone                                                                | Qual. Mondiali 2018                                                     | -                                                                       | 30’                                                                     |
| 7-6-2016                                                                | Suita                                                                   | Giappone                                                                | 1 – 2                                                                   | Bosnia ed Erzegovina                                                    | Amichevole                                                              | -                                                                       | 70’                                                                     |
| 11-10-2016                                                              | Melbourne                                                               | Australia                                                               | 1 – 1                                                                   | Giappone                                                                | Qual. Mondiali 2018                                                     | -                                                                       | 87’                                                                     |
| 6-10-2017                                                               | Toyota                                                                  | Giappone                                                                | 2 – 1                                                                   | Nuova Zelanda                                                           | Amichevole                                                              | -                                                                       |                                                                         |
| 10-10-2017                                                              | Yokohama                                                                | Giappone                                                                | 3 – 3                                                                   | Haiti                                                                   | Amichevole                                                              | -                                                                       |                                                                         |
| 10-11-2017                                                              | Villeneuve-d'Ascq                                                       | Giappone                                                                | 1 – 3                                                                   | Brasile                                                                 | Amichevole                                                              | 1                                                                       |                                                                         |
| 14-11-2017                                                              | Bruges                                                                  | Belgio                                                                  | 1 – 0                                                                   | Giappone                                                                | Amichevole                                                              | -                                                                       |                                                                         |
| 23-3-2018                                                               | Liegi                                                                   | Giappone                                                                | 1 – 1                                                                   | Mali                                                                    | Amichevole                                                              | -                                                                       |                                                                         |
| 27-3-2018                                                               | Liegi                                                                   | Giappone                                                                | 1 – 2                                                                   | Ucraina                                                                 | Amichevole                                                              | 1                                                                       |                                                                         |
| 30-5-2018                                                               | Yokohama                                                                | Giappone                                                                | 0 – 2                                                                   | Ghana                                                                   | Amichevole                                                              | -                                                                       |                                                                         |
| 8-6-2018                                                                | Lugano                                                                  | Svizzera                                                                | 2 – 0                                                                   | Giappone                                                                | Amichevole                                                              | -                                                                       |                                                                         |
| 28-6-2018                                                               | Volgograd                                                               | Giappone                                                                | 0 – 1                                                                   | Polonia                                                                 | Mondiali 2018 - 1º turno                                                | -                                                                       | 66’                                                                     |
| 11-9-2018                                                               | Ōsaka                                                                   | Giappone                                                                | 3 – 0                                                                   | Costa Rica                                                              | Amichevole                                                              | -                                                                       |                                                                         |
| 12-10-2018                                                              | Niigata                                                                 | Giappone                                                                | 3 – 0                                                                   | Panama                                                                  | Amichevole                                                              | -                                                                       |                                                                         |
| 20-11-2018                                                              | Toyota                                                                  | Giappone                                                                | 4 – 0                                                                   | Kirghizistan                                                            | Amichevole                                                              | -                                                                       | cap. 61’                                                                |
| 9-1-2019                                                                | Abu Dhabi                                                               | Giappone                                                                | 3 – 2                                                                   | Turkmenistan                                                            | Coppa d'Asia 2019 - 1º turno                                            | -                                                                       |                                                                         |
| 17-01-2019                                                              | al-'Ayn                                                                 | Giappone                                                                | 2 – 1                                                                   | Uzbekistan                                                              | Coppa d'Asia 2019 - 1º turno                                            | -                                                                       |                                                                         |
| Totale                                                                  |                                                                         | Presenze                                                                | 38                                                                      |                                                                         | Reti                                                                    | 4                                                                       |                                                                         |

## Palmarès

### Club

#### Competizioni nazionali
- Supercoppa del Giappone: 1

Sanfrecce Hiroshima: 2008
- J2 League: 1

Sanfrecce Hiroshima: 2008
- Coppa J. League: 1

Urawa Red Diamonds: 2016
- Coppa dell'Imperatore: 2

Urawa Red Diamonds: 2018, 2021

#### Competizioni internazionali
- Coppa Suruga Bank: 1

Urawa Red Diamonds: 2017
- AFC Champions League: 1

Urawa Red Diamonds: 2017

### Nazionale
- Kirin Cup: 2

2009, 2011
- Coppa dell'Asia orientale: 1

2013

### Individuale
- Squadra del campionato giapponese: 3

2010, 2015, 2016
- Premio Fair-Play del campionato giapponese: 1

2010